# Каменка (Кадинский сельсовет)
Ка́менка — деревня в составе Кадинского сельсовета Могилёвского района Могилёвской области Белоруссии.

## Географическое положение
Ближайшие населённые пункты: Брыли, Качурино, Зыли.

## Галерея
- Указатель на Каменку (с дороги Могилёв—Сухари)